# Cresta (casco)

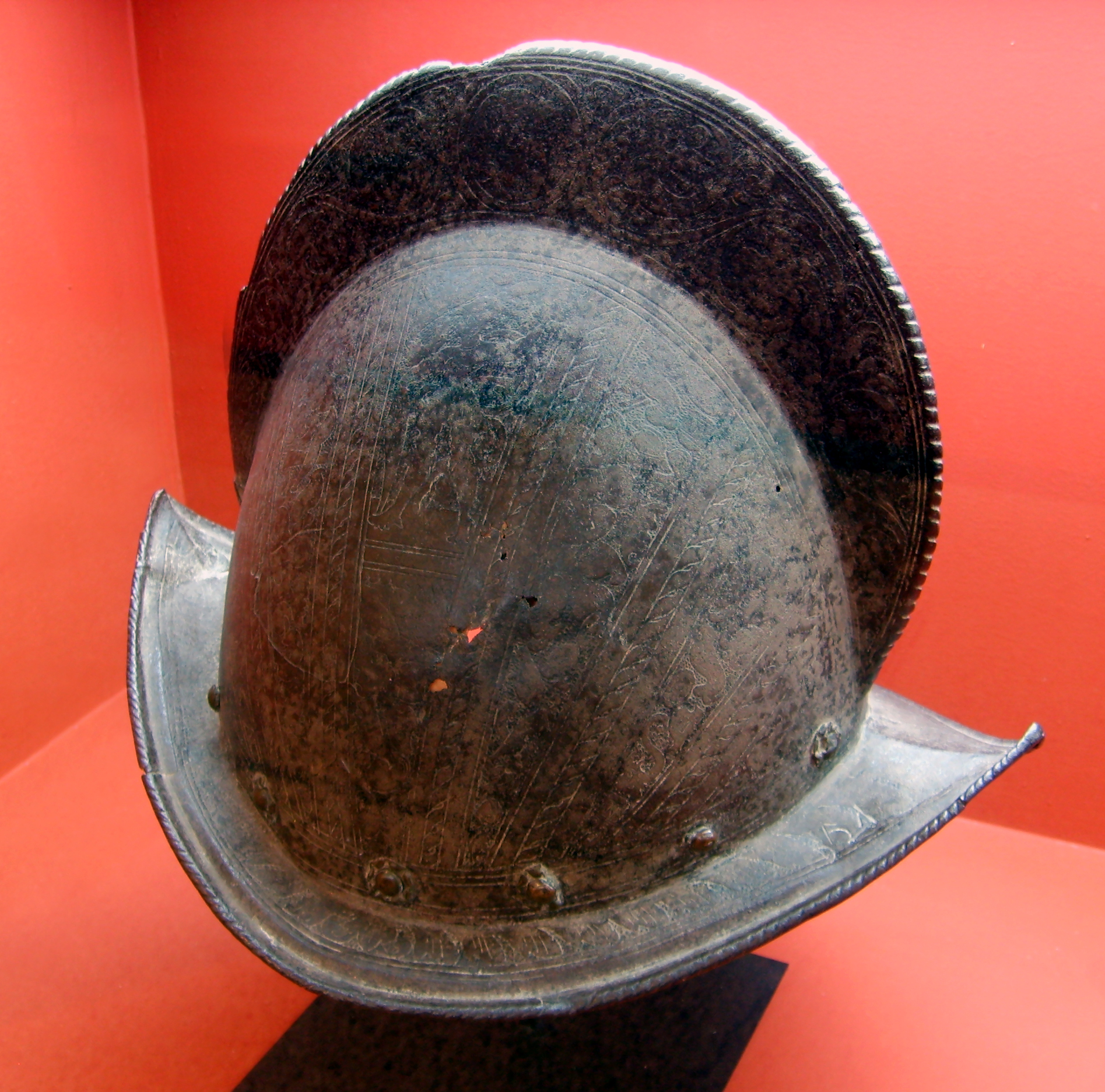
Morrión con cresta conservado en el Museo del Carmen de Maipú, Chile.

Se llama cresta a la protuberancia superior de los cascos militares. 
En los antiguos tiempos la cresta fue un adorno movible que se colocaba sobre el casco como una cimera o plumaje. Hoy se entiende por cresta la parte saliente de la cima del casco desde la parte superior hasta la cubrenuca. Como esta salida aumenta las dificultades de la forja del casco, algunos maestros los construían con dos y más crestas para dar muestra de su habilidad siguiendo la costumbre de griegos, romanos y etruscos que los usaban con tres crestas guarneciéndolas de crines.
El cuadro de Velázquez, retrato del bufón de Don Juan de Austria, tiene a los pies un casco de tres crestas, cuyo dibujo pudo traer aquel maestro de ítalia, si no se inspiró en la tradición clásica.
Mr. Boeheim menciona una borgoñota de tres crestas con dientes de sierra, que perteneció a Carlos V.
Generalmente se creen producto de la fabricación italiana y alemana, desde fines del siglo XV, hasta mediados del XVII.
En los morriones del siglo XVI y del XVII, la cresta tuvo forma semicircular, ofreciéndose su parte más alta por el medio. No hay que confundir la cresta con la cimera.
El yelmo con cresta se llamaba crestado. 